# Leptychaster antarcticus
Leptychaster antarcticus är en sjöstjärneart som beskrevs av Percy Sladen 1889. Leptychaster antarcticus ingår i släktet Leptychaster och familjen kamsjöstjärnor. Inga underarter finns listade i Catalogue of Life.